# D3 マイティ・ダックス 飛べないアヒル3

『D3 マイティ・ダックス 飛べないアヒル3』（原題：D3: The Mighty Ducks）は1996年に制作されたアメリカ映画。
1992年制作『飛べないアヒル』、1994年制作『D2 マイティ・ダック』の続編である。

## キャスト
※括弧内は日本語吹替
- ゴードン・ボンベイ - エミリオ・エステベス（藤原啓治）
- テッド・オライオン - ジェフリー・ノードリング（野島昭生）
- ハンス - ジョス・アクランド（加藤精三）
- ケイシー・コンウェイ - ハイディ・クリング（鈴木佳子）
- バックリー学長 - デヴィッド・セルビー（山野史人）
- チャーリー・コンウェイ - ジョシュア・ジャクソン（浪川大輔）
- フルトン・リード - エルデン・ライアン・ラトリフ（大堀義範）
- グレッグ・ゴールドバーグ - ショーン・ワイス（松本梨香）
- レスター・エイヴァーマン - マット・ドハーティ
- ギー・ジャーメイン - ギャレット・ラトリフ・ヘンソン
- コニー・モロー - マーガリート・モロー
- アダム・バンクス - ヴィンセント・A・ラルッソ
- ラス・タイラー - ケナン・トンプソン
- ジュリー・ガフニー - コロンブ・ヤコブセン
- ディーン・ポートマン - アーロン・ロー
- ドゥエイン・ロバートソン - タイ・オニール
- ルイース・メンドーサ - マイク・ヴィター
- ケン・ウー - ジャスティン・ウォン
- リンダ - マーゴット・フィンレイ

## スタッフ
- 監督 - ロバート・ライバーマン
- 製作 - ジョーダン・カーナー、ジョン・アヴネット
- 原作 - スティーヴン・ブリル
- 脚本 - スティーヴン・ブリル